# Amt Schwarzenborn
Das Amt Schwarzenborn war ein vom 14. Jahrhundert bis ins 16. Jahrhundert bestehender Verwaltungs- und Gerichtsbezirk der Grafschaft Ziegenhain und der Landgrafschaft Hessen.

## Geschichte
Schwarzenborn war Ende des 12. Jahrhunderts im Besitz der Grafen von Ziegenhain und wurde 1329 erstmal urkundlich als Stadt bezeichnet. 1283 kaufte Graf Gottfried von Ziegenhain den Ort Hunigerode (heute Wüstung) vom Kloster Spieskappel. 1340 erwarb Graf Johann I. von Ziegenhain Blankenstrud und Wilsberg (heute ebenfalls Wüstungen), womit eine räumliche Verbindung zum Amt Neukirchen entstand. Dies war der Kern des nun entstehenden Amtes Schwarzenborn. Das Ziegenhainer Urbar II nennt Ende des 14. Jahrhunderts zusätzlich noch ziegenhainischen Besitz in 16 Orten des Amtes Oberaula, die vom Amt Schwarzenborn verwaltet wurden. 1420 wurden Burg, Amt, Stadt und Gericht Schwarzenborn von den Grafen Johann und Gottfried von Ziegenhain für 1500 Gulden an Simon von Wallenstein verpfändet, aber später wieder eingelöst.
Der Schultheiß von Schwarzenborn war gleichzeitig der Amtmann des Amtes. Die Gerichtsfunktion nahmen das Stadtgericht Schwarzenborn und das Amt Oberaula wahr. 1450 kam das Amt mit der gesamten Grafschaft Ziegenhain mit dem Tod des Grafen Johann II. an die Landgrafschaft Hessen. Im 16. Jahrhundert wurden die Amtsaufgaben nach Ziegenhain zentralisiert. Die Gerichtsfunktion wurde nach Ziegenhain verlagert, der dortige Rentmeister war dem Schultheißen von Schwarzenborn vorgesetzt. Die Stadtschultheißen in Schwarzenborn waren nun gleichzeitig Amtsschultheiße in Oberaula. Damit endete die Existenz einer eigenen Amtsstruktur in Schwarzenborn, auch wenn in Urkunden bis in das 18. Jahrhundert weiter von einem Amt Schwarzenborn gesprochen wird.

## Stadtschultheiße in Schwarzenborn, zugleich Amtsschultheiße in Oberaula
- Jost Reuber (1528–1533)
- Hans Fischer
- Hans Stephan
- Claus Renner
- Lorenz Sandrock
- Hans Stein
- Blasius Heilmann
- Johann Gissel (1541–1558)
- Sittich Ziller (Zilter) (1575–1582)
- Johann Jacob Wasserhun (1622)
- Lorenz Möller (1625)
- Johann Leucker (1626–1628)
- Johann Starck (1670)
- Johann Uloth (1672–1678)
- Eberhard Fenner (1724)
- Straßburg (1744)
- Wagener (1752)
- Joh. Wil. Ritter (1764–1769)
- K. Lange (1771–1779)